# (4868) Кнушевия
(4868) Кнушевия (лат. Knushevia) — астероид из внутренней части главного пояса, который был открыт 27 октября 1989 года американским астрономом Элеанорой Хелин в Паломарской обсерватории. В начале 2002 года Комиссия по наименованию малых планет Солнечной системы Международного Астрономического Союза во главе с её Председателем профессором Браеном Марсденом по предложению её первооткрывателя доктора Элеанор Хелин и профессора Киевского университета К. И. Чурюмова присвоила малой планете № 4868 имя Кнушевия (Knushevia) в честь Киевского национального университета имени Тараса Шевченко за выдающийся вклад этого университета в образование, науку и культуру на Украине.

Орбита астероида Кнушевия и его положение в Солнечной системе